# Luxembourg au Concours Eurovision de la chanson 1977
Le Luxembourg a participé au Concours Eurovision de la chanson 1977, le 7 mai à Londres (Angleterre) au Royaume-Uni. C'est la 21e participation luxembourgeoise au Concours Eurovision de la chanson.
Le pays est représenté par la chanteuse Anne-Marie Besse et la chanson Frère Jacques, sélectionnées en interne par Télé Luxembourg.

## Sélection interne
Le radiodiffuseur luxembourgeois, Télé Luxembourg (RTL), choisit l'artiste et la chanson en interne pour représenter le Luxembourg au Concours Eurovision de la chanson 1977.
Lors de cette sélection, c'est la chanson Frère Jacques, écrite et composée par Pierre Cour et Guy Béart et interprétée par la chanteuse française Anne-Marie Besse, sous le nom de scène Anne-Marie B., qui fut choisie avec Johnny Arthey comme chef d'orchestre.
| Ordre | Interprète       | Chanson       | Langue   |
| ----- | ---------------- | ------------- | -------- |
| 1     | Anne-Marie Besse | Frère Jacques | Français |

## À l'Eurovision

### Points attribués par le Luxembourg
| 12 points | Royaume-Uni |
| 10 points | France      |
| 8 points  | Irlande     |
| 7 points  | Espagne     |
| 6 points  | Grèce       |
| 5 points  | Suisse      |
| 4 points  | Belgique    |
| 3 points  | Norvège     |
| 2 points  | Allemagne   |
| 1 point   | Monaco      |

### Points attribués au Luxembourg
| 12 points | 10 points | 8 points   | 7 points  | 6 points |
| --------- | --------- | ---------- | --------- | -------- |
|           |           | - Finlande | - Espagne |          |
| 5 points  | 4 points  | 3 points   | 2 points  | 1 point  |
|           |           |            | - Irlande |          |

Anne-Marie Besse interprète Frère Jacques en 7e position lors de la soirée du concours, suivant l'Allemagne et précédant le Portugal.
Au terme du vote final, le Luxembourg termine 16e sur les 18 pays participants, ayant obtenu 17 points,.